# Хе (Местійський муніципалітет)
Хе (груз. ხე) — село в Грузії.
За даними перепису населення 2014 року в селі проживає 4 особи.